# マカロニパイ

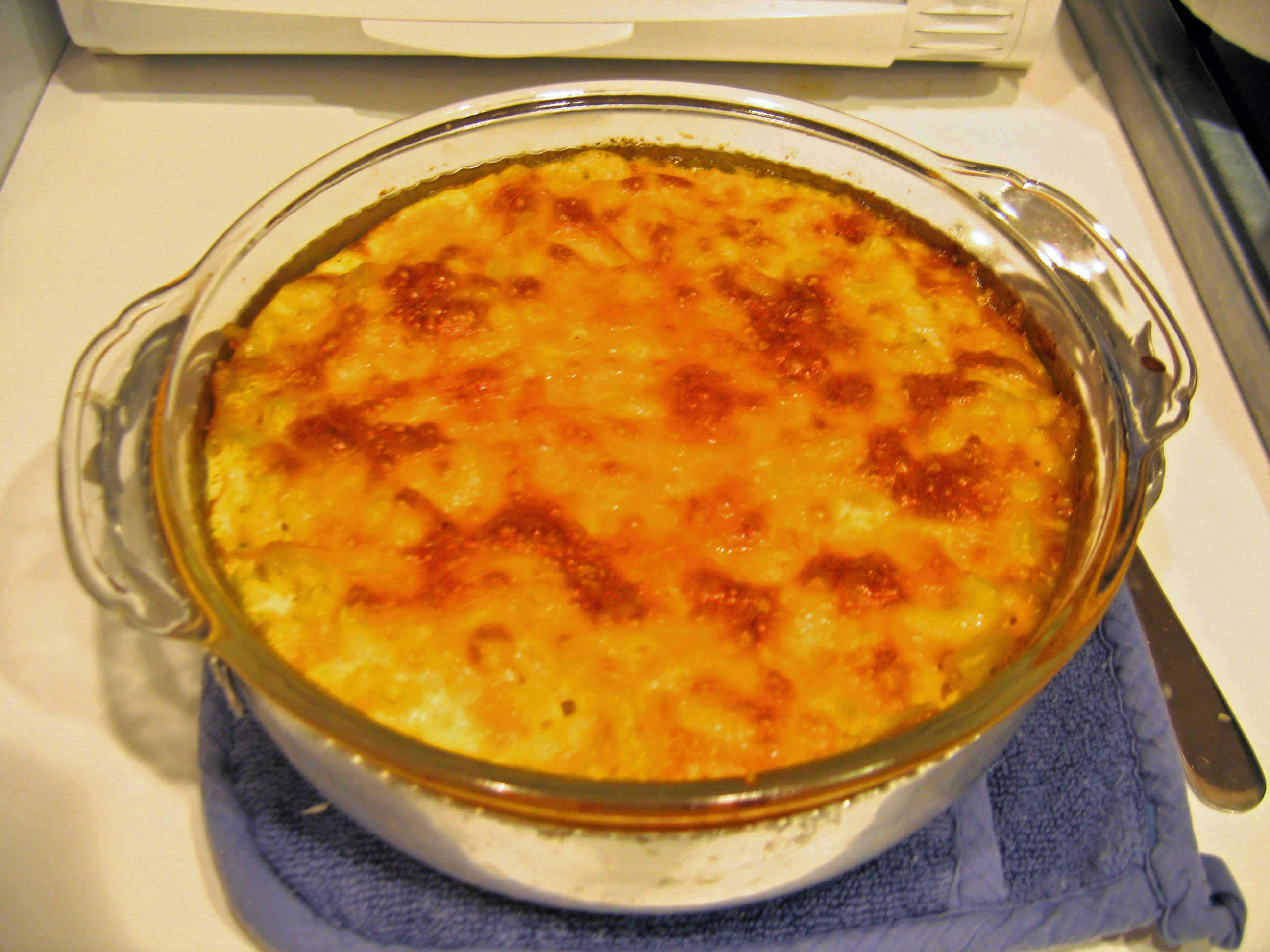
マカロニチーズパイ

マカロニパイ(Macaroni pie)は、マカロニとチーズを焼いたキャセロール料理である。主な材料は、エルボーマカロニ、チーズ、牛乳である。

## 作り方

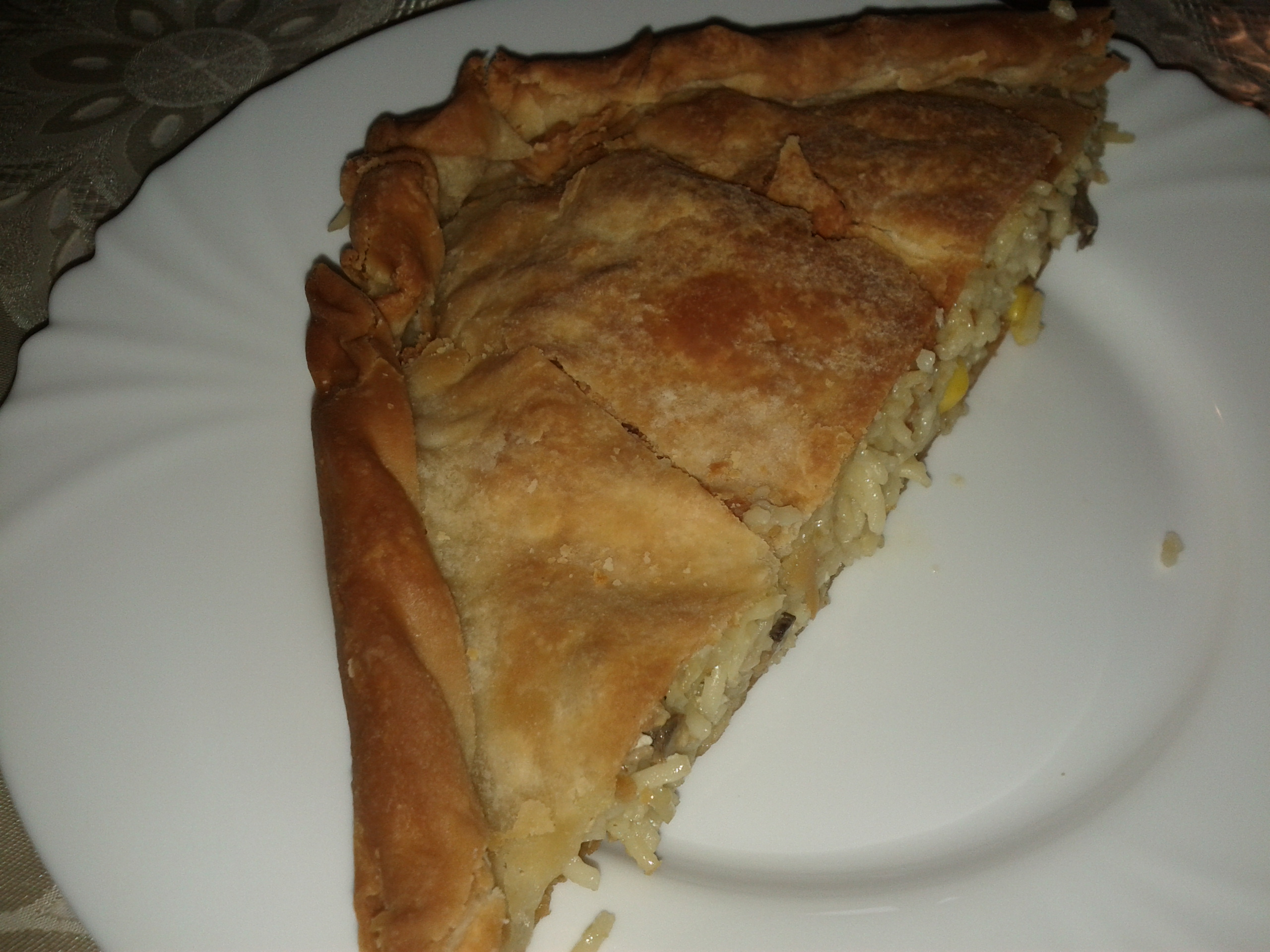
スライスしたマカロニパイ

典型的な材料は、マカロニ、チーズ、牛乳、バター、小麦粉、食塩、コショウや様々なスパイスである。さらに、タマネギやパン粉等を加えることもある。低脂肪チーズやスキムミルクを用いることで、低脂肪料理とすることもできる。スコットランドでは、パイ生地を用いるが、その他では用いない。扇形に切って提供される。

## 地域ごとのマカロニパイ
カリブ海地域では、通常パイ生地は用いない。また、冷やして食べることもあり、「カリブ風」と言われる。

### バルバドス

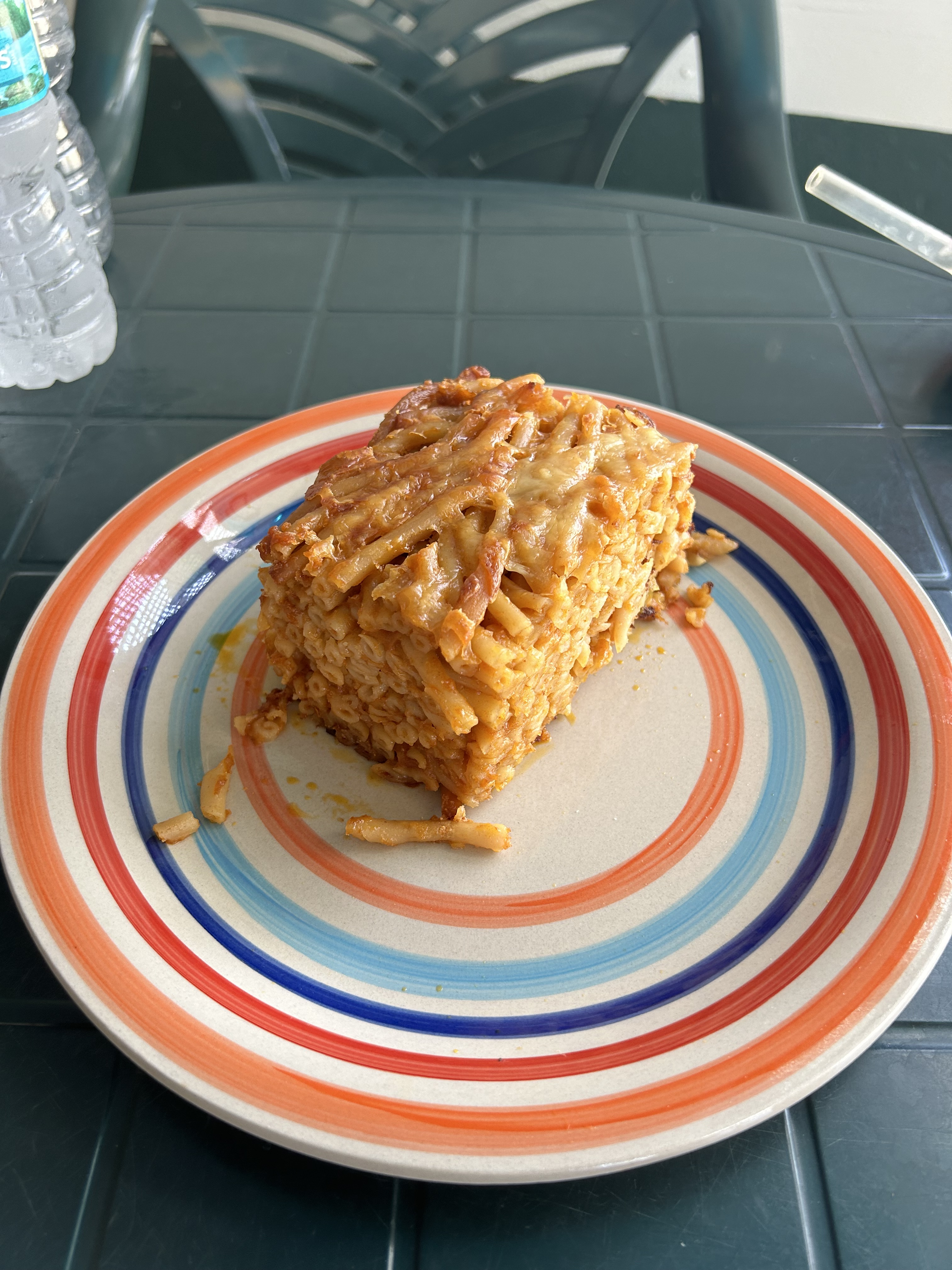
バルバドスのマカロニパイ

バルバドスでは、マカロニパイは人気のある料理であり、主菜または肉や魚とともに副食として食べられる。黒コショウ等のスパイスやホットソース等を用いてスパイシーに仕上げることもある。

### スコットランド
スコットランドでは、ホットウォーター・クラスト・ペイストリーの中にマカロニとチーズを入れて焼く。スコットランド内ではグレッグスでも販売されていたが、2015年6月に販売停止した。これに対し、販売再開を求めるオンライン上でのキャンペーンや請願が行われた。主要政党の党首であるニコラ・スタージョン（スコットランド国民党）、ルース・デヴィッドソン（スコットランド保守党）、ケザイア・ダグデール（スコットランド労働党）等もこの請願に署名した。

### トリニダード・トバゴ
トリニダード・トバゴでは非常に人気のある料理であり、昼食や夕食に食べられる。トリニダード・トバゴの主食とされることもある。材料の1つであるチェダーチーズは、イングランド人によりトリニダード・トバゴに持ち込まれた。煮込んだ肉に添えて副食として食べられることもある。

### アメリカ合衆国
アメリカ合衆国では、マカロニパイは「ベイクド・マカロニ・アンド・チーズ」とも呼ばれ、南部料理である。1900年代中盤には、「スパゲッティ」という言葉は主にマカロニを表し、この頃、スパゲッティの麺はマカロニパイを作るのに用いられていた。1870年以降のアメリカのレシピでは、摩り下ろしたハムが材料に用いられた。また、リスやカモの肉も用いられた。1892年以降のレシピでは、豚肉やハムが用いられる。

## 似た料理

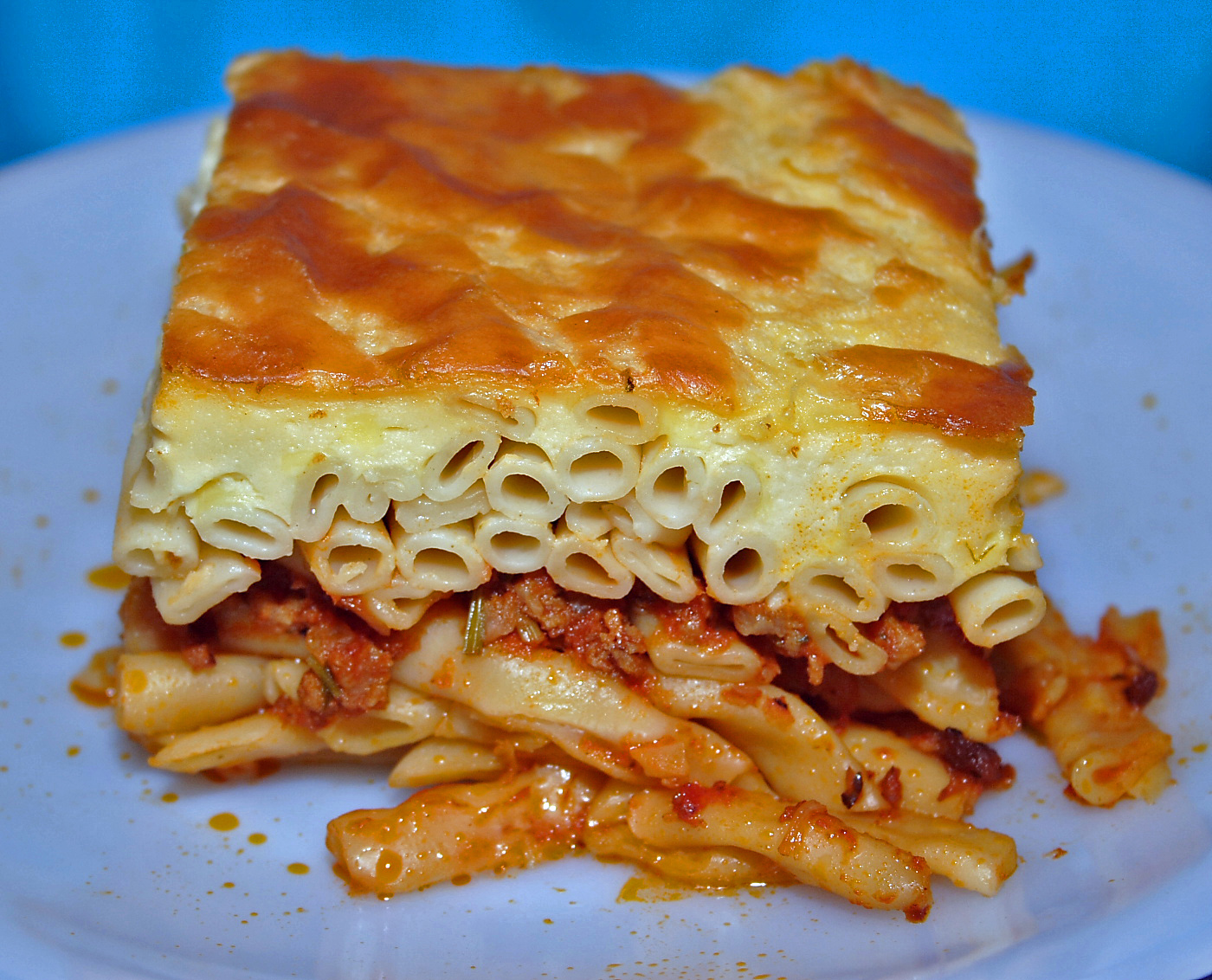
パスティチオ

フィンランドのマカロニキャセロールまたはマカロニラーティッコは、エルボーマカロニと、卵と牛乳を混ぜたものを焼いて作る人気の料理である。挽肉とタマネギを加えると、リハマカロニラーティッコと呼ばれる。焼く前に、パン粉や粉チーズ、バターをトッピングすることでカリカリな食感にする。マカロニラーティッコは、トマトケチャップやガーキン等のピクルスを添えて提供される。パスティチはギリシャ料理のマカロニパイで、エルボーマカロニと様々な材料を用いて作られる。
イタリアでは、マカロニパイはルネッサンス期の宮廷シェフによって作られたパスティッツィに由来する長い伝統があり、様々な町で伝統的な料理として食べられる。有名なフェラーラのハト肉とトリュフを詰めたものの他、ローマでは鶏の内臓を詰め、上にクリームをかけたものがあり、さらにナポリやシチリアにも独自のマカロニパイがある。シチリアのティンバッロは、ルキノ・ヴィスコンティの映画『山猫』で有名になった。